# Кубок Центральної Європи з футболу 1931—1932
Другий розіграш Кубка Центральної Європи з футболу тривав з 22 лютого 1931 року по 28 жовтня 1932 року. Участь у турнірі брали 5 команд. Змагання відбувалося у вигляді групового турніру, в рамках якого кожна пара команд-учасниць грала між собою по дві гри, одній вдома і одній у гостях. Володарем Кубка стала збірна Австрії.

## Результати матчів
| Господарі      | Результат | Гості          | Місце і день гри           |
| -------------- | --------- | -------------- | -------------------------- |
| Італія         | 2 — 1     | Австрія        | Мілан, 22 лютого 1931      |
| Чехословаччина | 3 — 3     | Угорщина       | Прага, 22 березня 1931     |
| Швейцарія      | 1 — 1     | Італія         | Берн, 29 березня 1931      |
| Австрія        | 2 — 1     | Чехословаччина | Відень, 12 квітня 1931     |
| Угорщина       | 6 — 2     | Швейцарія      | Будапешт, 12 квітня 1931   |
| Австрія        | 0 — 0     | Угорщина       | Відень, 3 травня 1931      |
| Чехословаччина | 7 — 3     | Швейцарія      | Прага, 13 червня 1931      |
| Угорщина       | 2 — 2     | Австрія        | Будапешт, 4 листопада 1931 |
| Італія         | 2 — 2     | Чехословаччина | Рим, 15 листопада 1931     |
| Швейцарія      | 1 — 8     | Австрія        | Базель, 29 листопада 1931  |
| Італія         | 3 — 2     | Угорщина       | Турин, 13 грудня 1931      |
| Італія         | 3 — 0     | Швейцарія      | Неаполь, 14 лютого 1932    |
| Австрія        | 2 — 1     | Італія         | Відень, 20 березня 1932    |
| Швейцарія      | 5 — 1     | Чехословаччина | Цюрих, 17 квітня 1932      |
| Угорщина       | 1 — 1     | Італія         | Будапешт, 8 травня 1932    |
| Чехословаччина | 1 — 1     | Австрія        | Прага, 22 травня 1932      |
| Швейцарія      | 3 — 1     | Угорщина       | Берн, 19 червня 1932       |
| Угорщина       | 2 — 1     | Чехословаччина | Будапешт, 18 вересня 1932  |
| Австрія        | 3 — 1     | Швейцарія      | Відень, 23 жовтня 1932     |
| Чехословаччина | 2 — 1     | Італія         | Прага, 28 жовтня 1932      |

## Підсумкова таблиця
|  | Команда        | І | О  | В | Н | П | М+ | М- | РМ  |
|  | -------------- | - | -- | - | - | - | -- | -- | --- |
|  | Австрія        | 8 | 11 | 4 | 3 | 1 | 19 | 9  | +10 |
|  | Італія         | 8 | 9  | 3 | 3 | 2 | 14 | 11 | +3  |
|  | Угорщина       | 8 | 8  | 2 | 4 | 2 | 17 | 15 | +2  |
|  | Чехословаччина | 8 | 7  | 2 | 3 | 3 | 18 | 19 | -1  |
|  | Швейцарія      | 8 | 5  | 2 | 1 | 5 | 16 | 30 | -14 |
|  |                |   |    |   |   |   |    |    |     |
|  |                |   |    |   |   |   |    |    |     |

## Склади
| 1. Австрія |
| Воротарі: Рудольф Гіден, Фрідріх Францль, Петер Пляцер. Захисники: Роман Шрамзайс, Карл Солдатич, Йозеф Блум, Карл Райнер, Антон Янда, Карл Сеста. Півзахисники: Йозеф Смістик, Йоганн Кліма, Вальтер Науш, Йоганн Мокк, Леопольд Гофманн, Карл Шотт, Карл Галль, Георг Браун. Нападники: Ігнац Зігль, Фрідріх Гшвайдль, Антон Шалль, Леопольд Факко, Йоганн Хорват, Гайнріх Гілтль, Карл Цишек, Маттіас Сінделар, Йоганн Вальцгофер, Адольф Фогль, Йозеф Адельбрехт, Йоганн Луеф, Густав Тегель, Гайнріх Мюллер. |
| 2. Італія |
| Воротарі: Джанп'єро Комбі, Еціо Склаві Захисники: Еральдо Мондзельйо, Умберто Калігаріс, Феліче Гаспері, Вірджиніо Розетта, Луїджі Аллеманді Півзахисники: Альфредо Пітто, Аттіліо Ферраріс, Луїджі Бертоліні, Фульвіо Бернардіні, Енріко Коломбарі, Бруно Дугоні Нападники: Раффаеле Костантіно, Ельвіо Банкеро, Джузеппе Меацца, Джованні Феррарі, Раймундо Орсі, Ренато Чезаріні, Хуліо Лібонатті, Антоніо Вояк, Аттіла Саллюстро, Франческо Федулло, Раффаеле Сансоне, Маріо Маньйоцці                        |

## Бомбардири
| Гравець           | Команда        | Голи |
| ----------------- | -------------- | ---- |
| Іштван Авар       | Угорщина       | 8    |
| Андре Абегглен    | Швейцарія      | 6    |
| Франтішек Свобода | Чехословаччина | 5    |
| Антон Шалль       | Австрія        | 5    |
| Макс Абегглен     | Швейцарія      | 4    |
| Маттіас Сінделар  | Австрія        | 4    |

По 3 голи забили: Карл Цишек (Австрія), Франсиско Федулло (Італія), Карел Бейбл, Войтех Брадач, Йозеф Сильний (Чехословаччина),  
По 2 голи забили: Йоганн Хорват, Адольф Фогль (Австрія), Джузеппе Меацца, Раймундо Орсі, Ренато Чезаріні (Італія), Габор Сабо, Геза Тольді (Угорщина), Антонін Пуч (Чехословаччина),  
По 1 голу забили: Вальтер Науш, Фрідріх Гшвайдль, Гайнріх Мюллер (Австрія), Альфредо Пітто, Фульвіо Бернардіні, Хуліо Лібонатті, Раффаеле Костантіно, Джованні Феррарі (Італія), Міхай Танцер, Іллеш Шпітц, Єньо Кальмар, Паль Тіткош (Угорщина), Франтішек Юнек, Олдржих Неєдлий (Чехословаччина), Маріо Фассон, Альберт Бюхе, Германн Шпрінгер, Лео-Пауль Біллетер, Віллі фон Канель, Раймон Пасселло (Швейцарія).